# Floriane Gnafoua
Floriane Gnafoua (née le 30 janvier 1996 à Saint-Cloud) est une athlète française, spécialiste des épreuves de sprint.

## Palmarès
| Date | Compétition                    | Lieu       | Résultat | Épreuve   | Temps   |
| ---- | ------------------------------ | ---------- | -------- | --------- | ------- |
| 2015 | Championnats d'Europe juniors  | Eskilstuna | 3e       | 4 × 100 m | 45 s 35 |
| 2016 | Championnats d'Europe          | Amsterdam  | 7e       | 100 m     | 11 s 36 |
| 2016 | Championnats d'Europe          | Amsterdam  | 5e       | 4 × 100 m | 43 s 05 |
| 2017 | Championnats d'Europe en salle | Belgrade   | 6e       | 60 m      | 7 s 20  |
| 2017 | Relais mondiaux de l'IAAF      | Nassau     | 5e       | 4 x 100 m | 43 s 90 |
| 2017 | Championnats d'Europe espoirs  | Bydgoszcz  | finale   | 100 m     | DNF     |
| 2022 | Championnats d'Europe          | Munich     | finale   | 4 x 100 m | DNF     |

## Records
| Épreuve | Performance | Lieu     | Date         |
| ------- | ----------- | -------- | ------------ |
| 60 m    | 7 s 20      | Belgrade | 5 mars 2017  |
| 100 m   | 11 s 19     | Angers   | 25 juin 2016 |